# Yves Deroff
Yves Deroff (Maisons-Laffitte, 29 augustus 1978) is een Franse voetballer (verdediger) die sinds 2010 voor de Franse tweedeklasser Angers SCO uitkomt. Eerder speelde hij voor FC Nantes, RC Strasbourg en EA Guingamp. 
Met Nantes werd hij landskampioen in 2001 en won hij de Coupe de France in 1999 en 2000. In 2009 won hij voor een derde keer de Coupe de France, ditmaal met Guingamp. Met Strasbourg won hij in 2005 de Coupe de la Ligue.

## Erelijst
FC Nantes
- Frans landskampioen

2001